# 舩木大輔
舩木 大輔（ふなき だいすけ、2005年4月24日 - ）は、神奈川県横浜市出身のサッカー選手。ポジションはDF。

## 来歴
横浜F・マリノスの下部組織にプライマリーから所属し、ジュニアユース、ユースと進んだ。ユースに上がった直後の高円宮杯 JFA U-18サッカープレミアリーグ開幕戦でスターティングメンバーに選出されるとそのままレギュラーに定着した。
2023年5月19日にトップチームに2種登録され、43番の背番号となった。同年11月7日に行われたAFCチャンピオンズリーグ2023/24 グループリーグのカヤFC戦で負傷した井上健太に代わって途中出場し、選手初出場を記録した。

## 代表歴
U-15代表候補合宿からの各年代で選出経歴がある。高校1年次に上がった5月には飛び級でU-18代表合宿に選出されて話題となった。しかし高校3年次では代表から遠ざかり、第49回モーリス・レベロ・トーナメント等の大会では選外であった。

## プレースタイル
スピードに長けたディフェンダーで、攻撃参加もすることが出来る選手である。高校年代では右サイドバックとして著名になったが、中学年代ではセンターバックを務めていた他、左サイドバックも熟す事が出来る。

## 個人成績
| 国内大会個人成績 | 国内大会個人成績 | 国内大会個人成績 | 国内大会個人成績 | 国内大会個人成績 | 国内大会個人成績 | 国内大会個人成績 | 国内大会個人成績 | 国内大会個人成績 | 国内大会個人成績 | 国内大会個人成績 | 国内大会個人成績 |
| 年度             | クラブ           | 背番号           | リーグ           | リーグ戦         | リーグ戦         | リーグ杯         | リーグ杯         | オープン杯       | オープン杯       | 期間通算         | 期間通算         |
| 年度             | クラブ           | 背番号           | リーグ           | 出場             | 得点             | 出場             | 得点             | 出場             | 得点             | 出場             | 得点             |
| 日本             | 日本             | 日本             | 日本             | リーグ戦         | リーグ戦         | リーグ杯         | リーグ杯         | 天皇杯           | 天皇杯           | 期間通算         | 期間通算         |
| ---------------- | ---------------- | ---------------- | ---------------- | ---------------- | ---------------- | ---------------- | ---------------- | ---------------- | ---------------- | ---------------- | ---------------- |
| 2023             | 横浜FM           | 43               | J1               | 0                | 0                | 0                | 0                |                  |                  |                  |                  |
| 通算             | 日本             | 日本             | J1               | 0                | 0                | 0                | 0                |                  |                  |                  |                  |
| 総通算           | 総通算           | 総通算           | 総通算           | 0                | 0                | 0                | 0                |                  |                  |                  |                  |